# Humani Generis Redemptionem
Humani Generis Redemptionem (Latijn voor de verlossing van het menselijk ras) was een encycliek uitgevaardigd door paus Benedictus XV op 15 juni 1917 waarin hij inging op de verspreiding van het woord van God en de rol van de predikers.
In ferme bewoordingen maakte Benedictus XV duidelijk dat hij geconstateerd had, dat er sprake was van een verval in de wijze waarop het Woord Gods verspreid werd. Het aantal predikers was dan wel toegenomen, maar dit was in zijn ogen zeker geen garantie voor de kwaliteit van hun boodschap, iets wat belangrijk was in een tijd waarin de mensheid leek af te glijden in afgoderij.
De taak van het verkondigen van het Woord lag in de eerste plaats bij de bisschoppen. Benedictus realiseerde zich echter terdege, dat, gezien de vele bijkomende taken voor het bestuur van het bisdom, de bisschop het prediken vaak moest delegeren. De bisschoppen moesten er echter op blijven toezien dat alleen geschikte personen deze missie van het verkondigen van het Woord mochten vervullen en niet die personen die ofwel hun taak uitvoerden ter meerdere glorie van henzelf of ter verbetering van hun persoonlijke omstandigheden. Iedere priester die zich niet hield aan de richtlijnen van de kerk was in dwaling en daarom niet geschikt voor het ambt. Het was aan de bisschoppen om potentiële priesters te toetsen op hun karaktereigenschappen evenals op hun kennis, voorwaarden die ook golden voor priesters die de biecht moesten afnemen.
Benedictus XV wees erop, dat dwalende priesters niet alleen hun eigen reputatie besmeurden maar ook het aanzien van de kerk aantastten. Daarom was het noodzakelijk dat er aandacht werd besteed aan de opleidingen van priesters, omdat in de woorden van de paus “Onwetendheid de moeder van alle dwalingen was”. Centraal bij die opleiding stonden drie punten:
- Een priester moest zich richten op de glorie van God, niet die van zichzelf
- Een priester moest openstaan voor ontberingen, en niet rijkdommen nastreven
- Een priester moest inzien dat het gebed de essentie was van het geloof

Benedictus XV sloot de encycliek af met de hoop dat door tussenkomst van de Maagd Maria priesters vervuld zouden worden met de ware betekenis van hun roeping.